# 기성동
기성동(杞城洞)은 대전광역시 서구 남부에 있는 행정동이다. 남북으로 호남선이 지나간다.
기성동은 1914년 행정구역 개편 때 대전군 기성면이었다. 1935년 대전읍이 대전부가 되면서 대덕군 기성면이 되었다. 1989년 대전직할시에 편입되면서 서구 행정동인 기성동이 되었다. 기성동은 서구의 면적 절반을 차지한다. 흑석동에 주민센터, 지구대, 호남선 흑석리역 등 대부분의 행정기관과 인구의 90%가 몰려 있다. 기성동에는 원예 농업이 발달돼 있다.

## 연혁
- 1914년 3월 1일 대전군 기성면으로 획정

| 조선총독부령 제111호  |                                                                                |                 |
| 구 행정구역           | 구 행정구역                                                                    | 신 행정구역     |
| 진잠군 동면(東面)     | 가수원리(佳水院里), 용소리(龍沼里)                                             | 기성면 가수원리 |
| 진잠군 동면(東面)     | 괴곡리(槐谷里), 선곡리(仙谷里)                                                 | 기성면 괴곡리   |
| 진잠군 동면(東面)     | 관저리(關睚里), 노곡리(老谷里), 축암리(丑岩里)                                 | 기성면 관저리   |
| 진잠군 동면(東面)     | 도안리(道安里)                                                                 | 기성면 도안리   |
| 진잠군 상남면(上南面) | 신현리(薪峴里), 항동(項洞), 매노리(梅老里)                                     | 기성면 매노리   |
| 진잠군 상남면(上南面) | 봉곡리(鳳谷里), 금곡리(金谷里)                                                 | 기성면 봉곡리   |
| 진잠군 상남면(上南面) | 오룡동(五龍洞), 산직리(山直里)                                                 | 기성면 산직리   |
| 진잠군 상남면(上南面) | 용암리(龍岩里), 장안리(壯安里)                                                 | 기성면 장안리   |
| 진잠군 상남면(上南面) | 흑석리(黑石里), 사수리(沙樹里), 수내리(水內里)                                 | 기성면 흑석리   |
| 진잠군 하남면(下南面) | 영동리(永洞里), 오리(五里)                                                     | 기성면 오리     |
| 진잠군 하남면(下南面) | 우명리(牛鳴里), 조동리(鳥洞里)                                                 | 기성면 우명리   |
| 진잠군 하남면(下南面) | 원정리(元亭里), 금청리(金靑里), 발현리(鉢峴里), 중산리(中山里), 덕동리(德洞里) | 기성면 원정리   |
| 진잠군 하남면(下南面) | 증촌리(增村里), 온동(溫洞), 평촌리(坪村里)                                     | 기성면 평촌리   |
| 진잠군 하남면(下南面) | 정방리(貞坊里), 용촌리(龍村里), 삼정리(三亭里)                                 | 기성면 용촌리   |
- 1935년 10월 1일 대덕군 기성면 (대전부제 실시)
- 1989년 1월 1일 대전직할시 설치에 관한 법률에 의거 대전직할시로 승격과 동시 기성면 전체 대전시로 편입. 서구 기성동으로 발족

## 법정동
- 흑석동(黑石洞)
- 매노동(梅老洞)
- 산직동(山直洞)
- 장안동(壯安洞)
- 평촌동(坪村洞)
- 오동(五洞)
- 우명동(牛鳴洞)
- 원정동(元亭洞)
- 용촌동(龍村洞)
- 봉곡동(鳳谷洞)

## 인접 읍·면·동
- 정림동
- 도안동
- 가수원동
- 관저동
- 원신흥동
- 계룡시 두마면
- 금산군 복수면

## 학교
- 기성초등학교 (매노동)
  - 길헌분교 - 서구 당고개길 48 (평촌동)
  - 원정분교 (폐교) - 서구 원정길 7 (원정동)
- 기성중학교 (흑석동)